# فالياكيش
فالياكيش (بالإنجليزية: Valyakish)‏ هي منطقة سكنية تقع في قيرغيزستان في باتكين أوبلاستي. يقدر عدد سكانها بـ 2,100 نسمة حسب تعداد سكاني عام 2009 وترتفع عن سطح البحر 1,067 متر.